# 1554
| 1554               |
| ------------------ |
| Dødsfald - Fødsler |
|                    |

| Gregoriansk kalender | 1554 MDLIV              |
| Ab urbe condita      | 2307                    |
| Armensk kalender     | 1003 ԹՎ ՌԳ              |
| Kinesiske kalender   | 4250 – 4251 癸丑 – 甲寅 |
| Etiopisk kalender    | 1546 – 1547             |
| Jødisk kalender      | 5314 – 5315             |
| Hindukalendere       |                         |
| - Vikram Samvat      | 1609 – 1610             |
| - Shaka Samvat       | 1476 – 1477             |
| - Kali Yuga          | 4655 – 4656             |
| Iransk kalender      | 932 – 933               |
| Islamisk kalender    | 961 – 962               |

Konge i Danmark: Christian 3. 1534-1559
Se også 1554 (tal)

## Begivenheder
- 25. januar – Den brasilianske by São Paulo grundlægges.
- 25. juli – I Winchester vies dronning Maria 1. af England til Philip II af Spanien.
- Egeskov slot på Fyn færdigbygget

## Født
- 9. eller 15. januar - Pave Gregor 15., efterfølger Pave Paul 5. fra 1621 til sin død i 1623.

## Dødsfald
- 12. februar – Lady Jane Grey, dronning af England i ni dage i 1553, henrettes for højforræderi af sin efterfølger Maria den Blodige